# Tengo ganas de ti (película)
Tengo ganas de ti es una película española de 2012 dirigida por Fernando González Molina y protagonizada por Mario Casas y Clara Lago, basada en la novela homónima de Federico Moccia. Es la secuela de Tres metros sobre el cielo (2010).

## Argumento
Hache regresa a Barcelona desde Londres, donde ha pasado dos años. Hache no ha podido dejar atrás su pasado: ni a Pollo, ni a su familia, ni a Babi. Una de las primeras personas con las que se reencuentra es con Katina, la antigua novia de Pollo. Por lo visto, ella tampoco ha podido superar su muerte.
Mientras se marchaba con su moto Hache conoce a Ginebra, más conocida como «Gin», una muchacha que desde un principio se observa que posee una personalidad parecida a la suya. Hache y Gin se compenetran juntos muy bien y se percibe que Hache se siente atraído por la personalidad atrevida y desafiante de Gin, pero no puede olvidarse de Babi; durante un «reencuentro» suyo con su difunto amigo Pollo le confiesa que nada es para él como solía serlo, lo que este cree que es porque ha madurado. Por su parte, Babi ha adquirido una vida estable y su mayor preocupación sigue siendo su hermana Daniela, la cual sale de fiesta de forma desenfrenada; esto culmina en un encuentro sexual después de consumir drogas durante una de sus escapadas nocturnas, quedando embarazada.
Hache, por consejo de su padre, comienza a trabajar como ayudante de producción en un talent show. Allí se vuelve a reencontrar con Gin, la cual le invita a su casa, donde conoce a su hermano Luque. Hache y Gin comienzan a acudir al mismo gimnasio y a salir juntos de bares y restaurantes, culminando finalmente su relación. Sin embargo, Gin se percata de que Hache aún no ha podido olvidarse de su exnovia; simbolizando que ahora ella es su presente, Hache le permite conducir su moto siendo la primera persona aparte de él que lo hace.
Cierto día, Hache descubre que la moto de Pollo está en posesión de «Serpiente», un sujeto con el que Pollo tenía deudas. Para calmar los ánimos, Gin lleva a Hache, Katina y Luque a la azotea de su piso, donde les enseña el mural que ha realizado de Hache les narra la historia de su difunto amigo Pollo y de cómo murió; Gin afirma que para despedirse de él deben redactar una carta y, acto seguido, quemarla, de esa forma podrán decirle todo aquello que les quedó pendiente. Katina hace un amago de arrojarse por la azotea, pero en realidad quema una nota dedicada a Pollo, comprometiéndose a pasar página.
Se produce el estreno del programa de Hache, pero en ese momento, recibe una llamada de Katina pidiendo que se vean. Hache llega a una fiesta donde se produce su reencuentro con Babi: todo resultó ser una trampa tendida por Katina a petición de Babi. Tras conversar juntos, Babi decide llevarlo a un lugar especial para ellos la playa donde estuvieron juntos por primera vez. Allí terminan acostándose, justo en el mismo momento en el que Gin actúa en el programa de televisión. Hache reconoce que pensaba que podrían volver a estar juntos como antes pero se da cuenta de que eso nunca podrá suceder; por su parte Babi confiesa que se va a casar en un mes. Ambos se despiden siendo conscientes de que no existe un futuro para ellos. 
Tras terminar la actuación, Gin casi es violada en los camerinos por dos productores del programa. Tras volver de su encuentro con Babi, Hache consigue rescatar a Gin de sus asaltantes. La policía llega mientras Hache parte a acabar su rencilla pendiente con Serpiente, seguido por Katina. Hache y Serpiente corren con la moto de Pollo en juego, mientras Gin llega a la azotea y llena de rabia destroza el mural. Justo cuando parecía que Hache iba a ganar, frena antes de llegar a la meta; asumiendo lo acontecido ambos intercambian sus motocicletas. Hache con Pollo en el asiento trasero, conducen a toda velocidad rumbo al puerto, cayendo los dos con la moto al mar. Tras salir Hache se reencuentra con Katina, la cual confiesa a Hache que aceptó la idea de que se encontrara con Babi debido a que ambos necesitaban cerrar su ciclo. 
Hache redacta una carta para declararle sus sentimientos a Gin. En ella le pide perdón por su comportamiento y por aferrarse al pasado, al mismo tiempo que acude a despedirse de su madre, a la que antaño odiaba, pues se halla en estado terminal en el hospital. Mientras tanto, Daniela, Babi y la madre de ambas acuden a una clínica abortista, pero en el último momento, Daniela se arrepiente. A su vez Katina parece encontrar la felicidad de nuevo junto a Luque. En la última escena Hache y Gin se reencuentran de nuevo en la azotea. Gin sigue conmocionada por lo sucedido y no sabe muy bien qué hacer creyendo que deben arreglar juntos el desastre comenzando por reconstruir el mural, la alegoría de su relación.

## Reparto
| Actores                 | Personajes                        |
| ----------------------- | --------------------------------- |
| Mario Casas             | Hugo «Hache» Olivera              |
| Clara Lago              | Ginebra «Gin»                     |
| María Valverde          | Bárbara «Babi» Alcázar            |
| Marina Salas            | Katina Herreruela                 |
| Nerea Camacho           | Daniela «Dani» Alcázar            |
| Ferrán Vilajosana       | Luque                             |
| Diego Martín            | Alejandro «Alex» Olivera          |
| Carme Elías             | Rebecca Castro (madre de Hache)   |
| Cristina Plazas         | Rafaela (madre de Babi)           |
| Jordi Bosch             | Claudio Alcázar (padre de Babi)   |
| Antonio Velázquez       | Serpiente                         |
| Luis Fernández          | Chino                             |
| Álvaro Cervantes        | Pollo (†)                         |
| Joan Crosas             | Alejandro Olivera (padre de Hugo) |
| Carles Francino Navarro | Vidal (prometido de Babi)         |
| Marcel Borràs           | Chico                             |
| Ismael Martínez         | Marcelo Lazcorreta                |
| Víctor Sevilla          | Ventura                           |
| Manu Fullola            | Adriano                           |
| Andrew Tarbet           | Joaquín                           |
| Daniel Casadellà        | Palote                            |
| Jorge Gudiel            | Benito                            |
| Gerard Peña             | Goku                              |
| Dani Herrera            | Travolta                          |
| Juan Antonio del Fresno | Fresno                            |
| Andrea Ros              | Julia                             |
| Lina Forero             | Rosana                            |
| Josep Palau             | Marco                             |
| Albert Suárez           | Amante Daniela                    |
| Mirko Luccarelli        | Charly                            |
| Itziar Lazkano          | Sra. Avión                        |
| Berta Cortés            | Azafata Avión                     |
| Pere Brasó              | Entrenador                        |
| Bella Agossou           | Boxeadora                         |
| Silvia Álvarez          | Chica Recepción                   |
| Ramón Moreno            | Gasolinero                        |
| Toni Martínez           | Presentador                       |
| Laura Alonso            | Azafata Coro                      |
| Laia Costa              | Chica Serpiente                   |
| Joan Carles Suau        | Chaval Teatro                     |
| Óscar Foronda           | Camarero Gintonic                 |
| Sarlash                 |                                   |
| Iván Valentín           | Sequito del Serpiente             |
| Vicent Gavara           |                                   |
| Isabel Llanos           | Invitada fiesta                   |
| Berta Regot             | Bailarina                         |

## Producción
Fue producida por Zeta Cinema, Antena 3 Films, Cangrejo Films y Globomedia cine y distribuida por Warner Bros. Pictures International España. Se rodó en Barcelona entre el 28 de octubre y el 30 de diciembre.

## Recaudación
El 22 de junio de 2012 se estrenó la película en los cines españoles.
En su día de estreno recaudó 1.628.000 €, el 72% de la recaudación de aquel día, y se convirtió en el hasta entonces mejor estreno del año. En su primer fin de semana se situó al frente de la taquilla española con 3.197.446€ y 487.515 espectadores. En su cuarta semana ya superó a la primera parte y en la octava y última semana recaudó un total de 12.100.892€ y fue vista por 1.939.145 espectadores.
A nivel mundial se situó en la décima posición de las películas con más recaudación en todo el mundo en su primer fin de semana de estreno del año 2012, con $3,813,618. En Rusia fue la segunda película más vista, por detrás del reboot The Amazing Spider-man.

## Premios y nominaciones
Premios Goya
| Año  | Categoría            | Persona       | Resultado |
| ---- | -------------------- | ------------- | --------- |
| 2013 | Mejor guion adaptado | Ramón Salazar | Nominado  |